# ليفي جي. غان
ليفي جي. غان هو سياسي أمريكي، ولد في 2 يونيو 1830 في كونواي في الولايات المتحدة، وتوفي في 9 سبتمبر 1916. انتخب عضو مجلس ولاية ماساتشوستس ‏.